# Montmorency-Beaufort
Montmorency-Beaufort è un comune francese di 132 abitanti situato nel dipartimento dell'Aube nella regione del Grand Est.

## Società

### Evoluzione demografica
Abitanti censiti